# خابیر کابوت
خابیر کابوت (اسپانیایی: Javier Cabot‎؛ زادهٔ ۲۷ سپتامبر ۱۹۵۳) بازیکن هاکی روی چمن اهل اسپانیا بود.
وی در مسابقات کشوری و بین‌المللی در مجموع برندهٔ ۱ مدال نقره شده‌است.